# Charcenne
Charcenne ist eine Gemeinde im französischen Département Haute-Saône in der Region Bourgogne-Franche-Comté.

## Geographie
Charcenne liegt auf einer Höhe von 226 m über dem Meeresspiegel, fünf Kilometer südwestlich von Gy und etwa 24 Kilometer nordwestlich der Stadt Besançon (Luftlinie). Das Dorf erstreckt sich im Südwesten des Départements, am westlichen Rand der Höhen der Monts de Gy, in der Talniederung der Colombine, die hier in das Becken der Saône hinaustritt.
Die Fläche des 7,16 km² großen Gemeindegebiets umfasst einen Abschnitt der gewellten Landschaft zwischen den Flusstälern von Saône und Ognon. Von Süden nach Norden wird das Gebiet von der Niederung der Colombine durchquert, die für die Entwässerung zur Morte sorgt. Der Bach entspringt südlich des Dorfes unterhalb der Kapelle Notre Dame de Leffond. Flankiert wird das Tal der Colombine auf beiden Seiten von den waldigen Anhöhen der Monts de Gy: im Westen der Bois de Cugney (bis 315 m), im Südosten der Bois de la Vergenne, in dem mit 351 m die höchste Erhebung von Charcenne erreicht wird, und im Nordosten die Höhen des Bois de Natoy (bis 325 m). In geologisch-tektonischer Hinsicht bestehen die Monts de Gy aus einer Wechsellagerung von kalkigen und sandig-mergeligen Sedimenten, die in der oberen Jurazeit und im Tertiär abgelagert wurden.
Nachbargemeinden von Charcenne sind Colombine und Gy im Norden, Autoreille im Osten, Avrigney-Virey im Süden sowie Cugney im Westen.

## Geschichte
Der Fund eines Gräberfeldes aus gallischer Zeit weist auf eine frühe Besiedlung des Gemeindegebietes hin. Im Mittelalter gehörte Charcenne zur Freigrafschaft Burgund und darin zum Gebiet des Bailliage d’Amont. Die Herrschaft der lokalen Adelsfamilie ist seit dem Jahr 1215 belegt. Die Oberhoheit über Charcenne hatten die Herren von Gy inne, die in Abhängigkeit vom Erzbischof von Besançon standen. Auf dem Gemeindegebiet hatten auch die Johanniterkommende Romagne und das Kloster Corneux Grundbesitz. Während des Dreißigjährigen Krieges wurde Charcenne 1636 geplündert. Beim Einmarsch des französischen Königs in die Franche-Comté wurde das Dorf 1674 erneut in Mitleidenschaft gezogen. Zusammen mit der Franche-Comté gelangte Charcenne mit dem Frieden von Nimwegen 1678 definitiv an Frankreich. Heute ist Charcenne Mitglied des 20 Ortschaften umfassenden Gemeindeverbandes Communauté de communes des Monts de Gy.

## Sehenswürdigkeiten

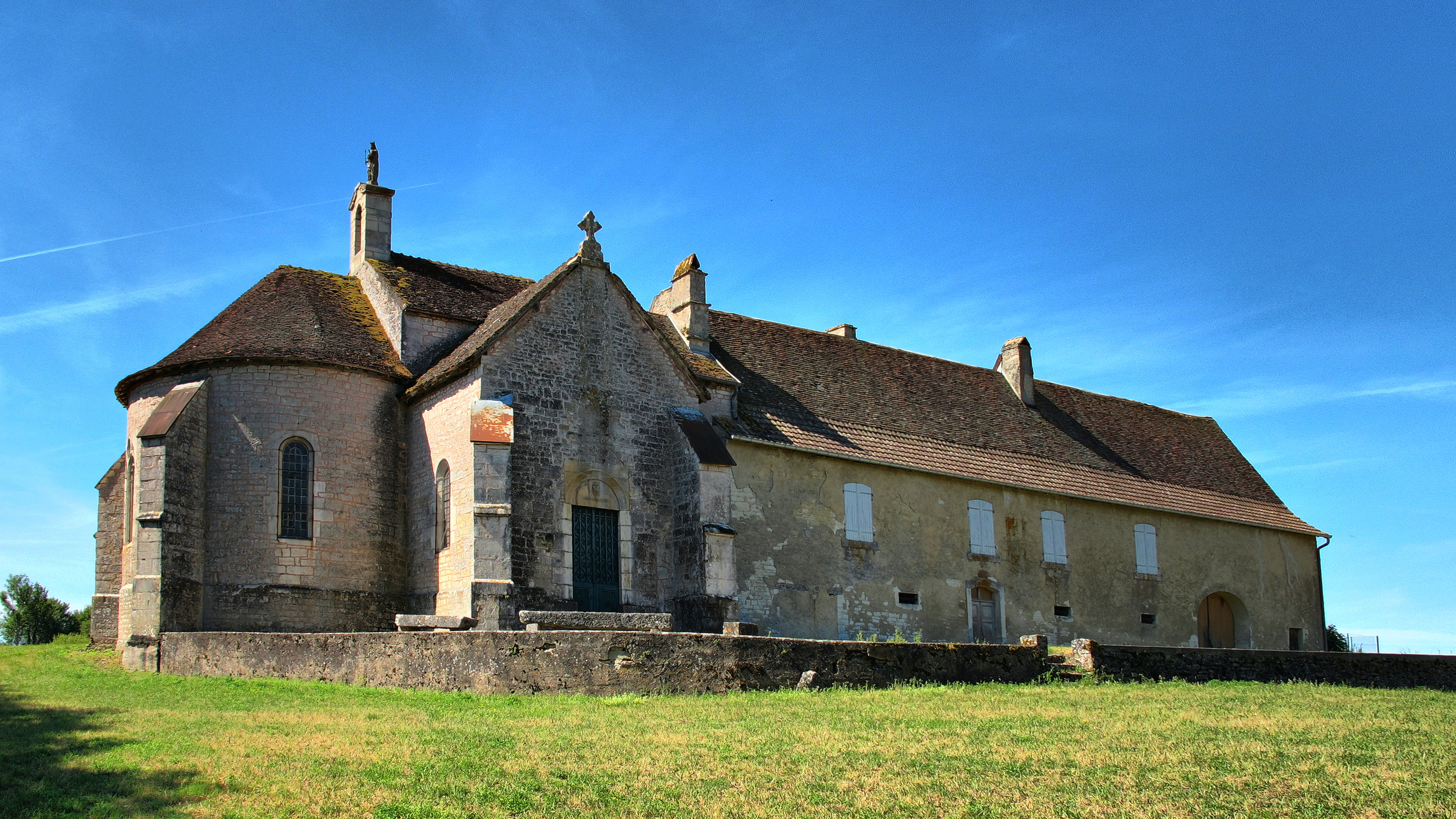
Kapelle Notre-Dame-de-Leffond

Die Dorfkirche von Charcenne wurde im 19. Jahrhundert im Stil der Neugotik erbaut und ist mit einer Kanzel im Louis-XV-Stil ausgestattet. Auf dem Friedhof sind die Reste der Apsis der ursprünglichen romanischen Kirche zu sehen.
Aus dem 13. und 15. Jahrhundert stammt die Kapelle Notre-Dame-de-Leffond bei der Quelle der Colombine. Zu ihrer Ausstattung gehören eine Madonnenstatue aus dem 16. Jahrhundert und die Statue des heiligen Jakobus aus dem 15. Jahrhundert. 
Auf dem Dorfplatz steht ein Rundbrunnen.

## Bevölkerung
| Jahr                       | 1962 | 1968 | 1975 | 1982 | 1990 | 1999 |
| Einwohner                  | 258  | 266  | 262  | 292  | 267  | 329  |
| Quellen: Cassini und INSEE |      |      |      |      |      |      |

Mit 298 Einwohnern (1. Januar 2022) gehört Charcenne zu den kleinen Gemeinden des Département Haute-Saône. Nachdem die Einwohnerzahl in der ersten Hälfte des 20. Jahrhunderts deutlich abgenommen hatte (1881 wurden noch 603 Personen gezählt), ist seit Beginn der 1960er Jahre die Einwohnerzahl wieder leicht gestiegen.

## Wirtschaft und Infrastruktur
Charcenne war bis weit ins 20. Jahrhundert hinein ein vorwiegend von der Landwirtschaft (Ackerbau, Weinbau, Obstbau und Viehzucht) und der Forstwirtschaft geprägtes Dorf. Heute gibt es verschiedene Betriebe des lokalen Kleingewerbes, darunter eine Käserei und mehrere Weinkellereien. In den letzten Jahrzehnten hat sich das Dorf zu einer Wohngemeinde gewandelt, denn viele Erwerbstätige sind Pendler, die in den größeren Ortschaften der Umgebung ihrer Arbeit nachgehen.
Der Ort ist verkehrstechnisch gut erschlossen. Er liegt nahe der Hauptstraße D12, die von Pesmes nach Gy führt. Weitere Straßenverbindungen bestehen mit Marnay, Choye, Pin und Autoreille.